# Giacomo Franco (architetto)
Giacomo Franco (Verona, 11 febbraio 1818 – Venezia, 28 giugno 1895) è stato un architetto italiano.

## Biografia
Nasce in una famiglia nobile e nonostante non frequenti regolari corsi di architettura coltiva la disciplina da autodidatta arrivando a diventare, l'11 agosto 1841, professore all'Accademia di pittura e scultura di Verona e in seguito all'Accademia di Belle Arti di Venezia, dove il suo allievo più importante fu l'architetto Vincenzo Rinaldo, a sua volta maestro di Carlo Scarpa.
Viaggiò molto all'estero, in particolare a Vienna e Parigi, cosa che contribuì a fargli nascere idee liberali.

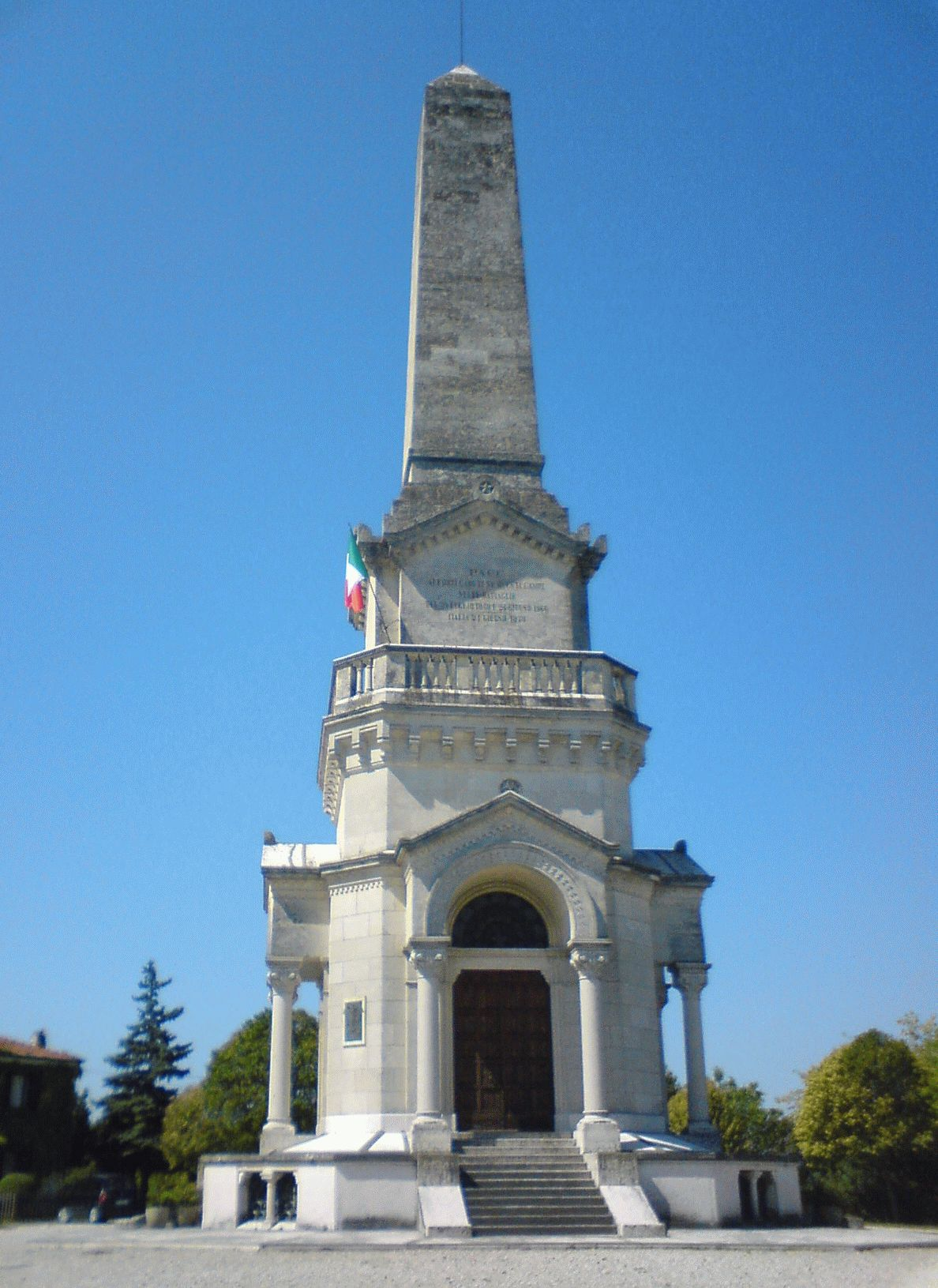
Ossario di Custoza progettato da Franco

Nel 1842 compie la sua prima opera: il rinnovamento della Villa Lebrecht di San Floriano (frazione di San Pietro in Cariano.
Nel 1855 si occupa invece di rinnovare il palazzo di famiglia a Verona, mentre l'anno successivo gli viene commissionato di disegnare la facciata del Macello Nuovo.
Nel 1877 vince un concorso per la costruzione dell'Ossario di Custoza. Negli anni ottanta si trova all'apice della sua carriera e viene chiamato a far parte di numerose commissioni giudicatrici dei principali concorsi di architettura nazionali.
In seguito si trasferì a Venezia, dove rimase fino al 1892 per continuare la sua attività di insegnante.
Ottimo disegnatore e fine conoscitore dell'architettura si occupò di eseguire numerosi studi sul patrimonio artistico veronese.